# Mercury Prize
Mercury Prize (Mercury Music Prize) – corocznie przyznawana nagroda dla najlepszego albumu muzycznego w Wielkiej Brytanii i Irlandii. Po raz pierwszy przyznana w 1992 roku.
Nagroda została ustanowiona przez British Phonographic Industry (BPI) oraz British Association of Record Dealers (BARD) w 1992 jako alternatywa dla bardziej komercyjnych Brit Awards.

## Sponsoring
Początkowo Mercury Prize była sponsorowana przez firmę Mercury Communications (były krajowy operator telekomunikacyjny w Wielkiej Brytanii, spółka zależna Cable & Wireless), od której nagroda wzięła swoją nazwę. Później sponsoring przejmowały kolejno marki: Technics (1998–2001), Panasonic (2002–2003) oraz Nationwide Building Society (2004–2008). Od 2009 roku sponsorem Mercury Prize była firma Barclaycard (jeden z największych dystrybutorów i operatorów kart kredytowych w Wielkiej Brytanii). Od 2016 roku sponsorem jest koncern Hyundai Motor.

## Nagrody i nominacje
| Nr edycji | Data ogłoszenia wyników | Zwycięzca                                                      | Nominacje |
| --------- | ----------------------- | -------------------------------------------------------------- | --- |
| 1         | 1992                    | Primal Scream – Screamadelica                                  | Źródło: . - Barry Adamson – Soul Murder - Bheki Mseleku – Celebration - Jah Wobble – Rising Above Bedlam - The Jesus and Mary Chain – Honey's Dead - John Tavener – The Protecting Veil - Primal Scream – Screamadelica - Saint Etienne – Foxbase Alpha - Simply Red – Stars - U2 – Achtung Baby - Young Disciples – Road to Freedom |
| 2         | 1993                    | Suede – Suede                                                  | Źródło: . - The Auteurs – New Wave - Apache Indian – No Reservations - Gavin Bryars – Jesus’ Blood Never Failed Me Yet - Dina Carroll – So Close - PJ Harvey – Rid of Me - New Order – Republic - Stereo MCs – Connected - Sting – Ten Summoner’s Tales - Suede – Suede - Stan Tracey – Portraits Plus |
| 3         | 1994                    | M People – Elegant Slumming                                    | Źródło: . - Blur – Parklife - M People – Elegant Slumming - Ian McNabb – Head Like a Rock - Shara Nelson – What Silence Knows - Michael Nyman – The Piano Concerto and MGV - The Prodigy – Music for the Jilted Generation - Pulp – His ’n’ Hers - Take That – Everything Changes - Therapy? – Troublegum - Paul Weller – Wild Wood |
| 4         | 1995                    | Portishead – Dummy                                             | Źródło: . - Guy Barker – Into the Blue - Elastica – Elastica - PJ Harvey – To Bring You My Love - Leftfield – Leftism - James MacMillan – Seven Last Words from the Cross - Van Morrison – Days Like This - Oasis – Definitely Maybe - Portishead – Dummy - Supergrass – I Should Coco - Tricky – Maxinquaye |
| 5         | 1996                    | Pulp – Different Class                                         | Źródło: . - Artists for War Child – Help - Black Grape – It's Great When You're Straight... Yeah! - Peter Maxwell Davies/BBC Philharmonic – The Beltane Fire & Caroline Mathilde - Manic Street Preachers – Everything Must Go - Mark Morrison – Return of the Mack - Oasis – (What’s the Story) Morning Glory? - Courtney Pine – Modern Day Jazz Stories - Pulp – Different Class - Underworld – Second Toughest in the Infants - Norma Waterson – Norma Waterson                                               |
| 6         | 1997                    | Roni Size/Reprazent – New Forms                                | Źródło: . - The Chemical Brothers – Dig Your Own Hole - Beth Orton – Trailer Park - Primal Scream – Vanishing Point - The Prodigy – The Fat of the Land - Radiohead – OK Computer - Roni Size/Reprazent – New Forms - Spice Girls – Spice - Suede – Coming Up - John Tavener – Svyati - Mark-Anthony Turnage – Your Rockaby |
| 7         | 1998                    | Gomez – Bring It On                                            | Źródło: lub . - 4hero – Two Pages - Asian Dub Foundation – Rafi’s Revenge - Eliza Carthy – Red Rice - Catatonia – International Velvet - Cornershop – When I Was Born for the 7th Time - Gomez – Bring It On - Massive Attack – Mezzanine - Propellerheads – Decksandrumsandrockandroll - Pulp – This Is Hardcore - John Surman – Proverbs and Songs - The Verve – Urban Hymns - Robbie Williams – Life Thru a Lens                                                                                              |
| 8         | 7 września 1999         | Talvin Singh – Ok                                              | Źródło: lub . - Thomas Adès – Asyla - Denys Baptiste – Be Where You Are - Black Star Liner – Bengali Bantam Youth Experience! - Blur – 13 - The Chemical Brothers – Surrender - Faithless – Sunday 8PM - Manic Street Preachers – This Is My Truth Tell Me Yours - Beth Orton – Central Reservation - Kate Rusby – Sleepless - Talvin Singh – Ok - Stereophonics – Performance and Cocktails - Underworld – Beaucoup Fish                                                                                        |
| 9         | 12 września 2000        | Badly Drawn Boy – The Hour of Bewilderbeast                    | Źródło: lub . - Richard Ashcroft – Alone with Everybody - Badly Drawn Boy – The Hour of Bewilderbeast - Coldplay – Parachutes - M.J. Cole – Sincere - Death in Vegas – The Contino Sessions - The Delgados – The Great Eastern - Doves – Lost Souls - Helicopter Girl – How to Steal the World - Leftfield – Rhythm and Stealth - Nicholas Maw – Violin Concerto - Nitin Sawhney – Beyond Skin - Kathryn Williams – Little Black Numbers                                                                         |
| 10        | 11 września 2001        | PJ Harvey – Stories from the City, Stories from the Sea        | Źródło: lub . - Basement Jaxx – Rooty - Elbow – Asleep in the Back - Goldfrapp – Felt Mountain - Gorillaz – Gorillaz (nominację wycofano na życzenie zespołu) - Ed Harcourt – Here Be Monsters - PJ Harvey – Stories from the City, Stories from the Sea - Tom McRae – Tom McRae - Radiohead – Amnesiac - Susheela Raman – Salt Rain - Super Furry Animals – Rings Around the World - Turin Brakes – The Optimist LP - Zero 7 – Simple Things                                                                    |
| 11        | 17 września 2002        | Ms. Dynamite – A Little Deeper                                 | Źródło: lub . - Guy Barker – Soundtrack - The Bees – Sunshine Hit Me - David Bowie – Heathen - The Coral – The Coral - Doves – The Last Broadcast - Ms. Dynamite – A Little Deeper - The Electric Soft Parade – Holes in the Wall - Gemma Hayes – Night on My Side - Beverley Knight – Who I Am - Roots Manuva – Run Come Save Me - Joanna MacGregor – Play - The Streets – Original Pirate Material |
| 12        | 9 września 2003         | Dizzee Rascal – Boy in da Corner                               | Źródło: lub . - Athlete – Vehicles and Animals - Eliza Carthy – Anglicana - Coldplay – A Rush of Blood to the Head - The Darkness – Permission to Land - Dizzee Rascal – Boy in da Corner - Floetry – Floetic - Soweto Kinch – Conversations with the Unseen - Lemon Jelly – Lost Horizons - The Thrills – So Much for the City - Martina Topley-Bird – Quixotic - Radiohead – Hail to the Thief - Terri Walker – Untitled                                                                                       |
| 13        | 7 września 2004         | Franz Ferdinand – Franz Ferdinand                              | Źródło: lub . - Basement Jaxx – Kish Kash - Belle and Sebastian – Dear Catastrophe Waitress - Franz Ferdinand – Franz Ferdinand - Jamelia – Thank You - Keane – Hopes and Fears - Snow Patrol – Final Straw - Joss Stone – The Soul Sessions - The Streets – A Grand Don’t Come for Free - Ty – Upwards - Amy Winehouse – Frank - Robert Wyatt – Cuckooland - The Zutons – Who Killed...... The Zutons? |
| 14        | 6 września 2005         | Antony and the Johnsons – I Am a Bird Now                      | Źródło: lub . - Antony and the Johnsons – I Am a Bird Now - Bloc Party – Silent Alarm - Coldplay – X&Y - Hard-Fi – Stars of CCTV - Kaiser Chiefs – Employment - KT Tunstall – Eye to the Telescope - M.I.A. – Arular - Maxïmo Park – A Certain Trigger - Polar Bear – Held on the Tips of Fingers - Seth Lakeman – Kitty Jay - The Go! Team – Thunder, Lightning, Strike - The Magic Numbers – The Magic Numbers                                                                                                 |
| 15        | 5 września 2006         | Arctic Monkeys – Whatever People Say I Am, That’s What I’m Not | Źródło: lub . - Arctic Monkeys – Whatever People Say I Am, That’s What I’m Not - Isobel Campbell & Mark Lanegan – Ballad of the Broken Seas - Editors – The Back Room - Guillemots – Through the Windowpane - Richard Hawley – Coles Corner - Hot Chip – The Warning - Muse – Black Holes & Revelations - Zoe Rahman – Melting Pot - Lou Rhodes – Beloved One - Scritti Politti – White Bread Black Beer - Sway – This Is My Demo - Thom Yorke – The Eraser                                                      |
| 16        | 4 września 2007         | Klaxons – Myths of the Near Future                             | Źródło: lub . - Arctic Monkeys – Favourite Worst Nightmare - Basquiat Strings with Seb Rochford – Basquiat Strings - Bat for Lashes – Fur and Gold - Dizzee Rascal – Maths + English - Klaxons – Myths of the Near Future - Maps – We Can Create - New Young Pony Club – Fantastic Playroom - Fionn Regan – The End of History - Jamie T – Panic Prevention - The View – Hats Off to the Buskers - Amy Winehouse – Back to Black - Young Knives – Voices of Animals and Men                                      |
| 17        | 9 września 2008         | Elbow – The Seldom Seen Kid                                    | Źródło: lub . - Adele – 19 - British Sea Power – Do You Like Rock Music? - Burial – Untrue - Elbow – The Seldom Seen Kid - Estelle – Shine - The Last Shadow Puppets – The Age of the Understatement - Laura Marling – Alas, I Cannot Swim - Neon Neon – Stainless Style - Robert Plant & Alison Krauss – Raising Sand - Portico Quartet – Knee Deep in the North Sea - Radiohead – In Rainbows - Rachel Unthank & the Winterset – The Bairns                                                                    |
| 18        | 8 września 2009         | Speech Debelle – Speech Therapy                                | Źródło: lub . - Bat for Lashes – Two Suns - Florence + the Machine – Lungs - Friendly Fires – Friendly Fires - Glasvegas – Glasvegas - Lisa Hannigan – Sea Sew - The Horrors – Primary Colours - The Invisible – The Invisible - Kasabian – West Ryder Pauper Lunatic Asylum - La Roux – La Roux - Speech Debelle – Speech Therapy - Led Bib – Sensible Shoes - Sweet Billy Pilgrim – Twice Born Men |
| 19        | 7 września 2010         | The xx – xx                                                    | Źródło: lub . - Biffy Clyro – Only Revolutions - Corinne Bailey Rae – The Sea - Dizzee Rascal – Tongue n’ Cheek - Foals – Total Life Forever - I Am Kloot – Sky at Night - Kit Downes Trio – Golden - Laura Marling – I Speak Because I Can - Mumford & Sons – Sigh No More - Paul Weller – Wake Up the Nation - Villagers – Becoming a Jackal - Wild Beasts – Two Dancers - The xx – xx |
| 20        | 6 września 2011         | PJ Harvey – Let England Shake                                  | Źródło: lub . - Adele – 21 - Katy B – On a Mission - James Blake – James Blake - Anna Calvi – Anna Calvi - King Creosote & Jon Hopkins – Diamond Mine - Elbow – Build a Rocket Boys! - Everything Everything – Man Alive - Ghostpoet – Peanut Butter Blues & Melancholy Jam - PJ Harvey – Let England Shake - Metronomy – The English Riviera - Gwilym Simcock – Good Days at Schloss Elmau - Tinie Tempah – Disc-Overy                                                                                          |
| 21        | 1 listopada 2012        | Alt-J – An Awesome Wave                                        | Lista nominowanych ogłoszona 12 września 2012: - Alt-J – An Awesome Wave - Django Django – Django Django - Field Music – Plumb - Lianne La Havas – Is Your Love Big Enough? - Richard Hawley – Standing at the Sky's Edge - Ben Howard – Every Kingdom - Michael Kiwanuka – Home Again - Sam Lee – Ground of Its Own - The Maccabees – Given to the Wild - Plan B – ill Manors - Roller Trio – Roller Trio - Jessie Ware – Devotion                                                                              |
| 22        | 30 października 2013    | James Blake – Overgrown                                        | Lista nominowanych ogłoszona 11 września 2013: - Arctic Monkeys – AM - James Blake – Overgrown - David Bowie – The Next Day - Jake Bugg – Jake Bugg - Disclosure – Settle - Foals – Holy Fire - Jon Hopkins – Immunity - Laura Marling – Once I Was an Eagle - Laura Mvula – Sing to the Moon - Rudimental – Home - Savages – Silence Yourself - Villagers – {Awayland} |
| 23        | 29 października 2014    | Young Fathers – Dead                                           | Lista nominowanych ogłoszona 10 września 2014: - Damon Albarn – Everyday Robots - Anna Calvi – One Breath - Bombay Bicycle Club – So Long, See You Tomorrow - East India Youth – Total Strife Forever - FKA twigs – LP1 - GoGo Penguin – v2.0 - Jungle – Jungle - Nick Mulvey – First Mind - Kate Tempest – Everybody Down - Polar Bear – In Each and Every One - Royal Blood – Royal Blood - Young Fathers – Dead                                                                                               |
| 24        | 20 listopada 2015       | Benjamin Clementine – At Least for Now                         | Lista nominowanych ogłoszona 16 października 2015: - Aphex Twin – Syro - Benjamin Clementine – At Least for Now - C Duncan – Architect - Eska – Eska - Florence + the Machine – How Big, How Blue, How Beautiful - Gaz Coombes – Matador - Ghostpoet – Shedding Skin - Jamie xx – In Colour - Róisín Murphy – Hairless Toys - Slaves – Are You Satisfied? - Soak – Before We Forgot How to Dream - Wolf Alice – My Love Is Cool                                                                                  |
| 25        | 15 września 2016        | Skepta – Konnichiwa                                            | Lista nominowanych ogłoszona 4 sierpnia 2016: - Anohni – Hopelessness - Bat for Lashes – The Bride - David Bowie – Blackstar - Jamie Woon – Making Time - Kano – Made in the Manor - Laura Mvula – The Dreaming Room - Michael Kiwanuka – Love & Hate - Radiohead – A Moon Shaped Pool - Savages – Adore Life - Skepta – Konnichiwa - The 1975 – I Like It When You Sleep, for You Are So Beautiful yet So Unaware of It - The Comet Is Coming – Channel the Spirits                                             |
| 26        | 14 września 2017        | Sampha – Process                                               | Lista nominowanych ogłoszona 27 lipca 2017: - alt-J – Relaxer - Blossoms – Blossoms - Dinosaur – Together, As One - Ed Sheeran – ÷ - Glass Animals – How to Be a Human Being - J Hus – Common Sense - Kate Tempest – Let Them Eat Chaos - Loyle Carner – Yesterday’s Gone - Sampha – Process - Stormzy – Gang Signs & Prayer - The Big Moon – Love in the 4th Dimension - The xx – I See You |
| 27        | 20 września 2018        | Wolf Alice – Visions of a Life                                 | Lista nominowanych ogłoszona 26 lipca 2018: - Arctic Monkeys – Tranquility Base Hotel & Casino - Everything Everything – A Fever Dream - Everything Is Recorded – Everything Is Recorded - Florence + the Machine – High as Hope - Jorja Smith – Lost & Found - King Krule – The Ooz - Lily Allen – No Shame - Nadine Shah – Holiday Destination - Noel Gallagher’s High Flying Birds – Who Built the Moon? - Novelist – Novelist Guy - Sons of Kemet – Your Queen Is a Reptile - Wolf Alice – Visions of a Life |
| 28        | 19 września 2019        | Dave – Psychodrama                                             | Lista nominowanych ogłoszona 24 lipca 2019: - Anna Calvi – Hunter - Black Midi – Schlagenheim - Cate Le Bon – Reward - Dave – Psychodrama - Foals – Everything Not Saved Will Be Lost Part 1 - Fontaines D.C. – Dogrel - Idles – Joy as an Act of Resistance - Little Simz – Grey Area - Nao – Saturn - Seed Ensemble – Driftglass - Slowthai – Nothing Great About Britain - The 1975 – A Brief Inquiry into Online Relationships                                                                               |
| 29        | 24 września 2020        | Michael Kiwanuka – Kiwanuka                                    | Lista nominowanych ogłoszona 22-23 lipca 2020: - Anna Meredith – Fibs - Charli XCX – How I’m Feeling Now - Dua Lipa – Future Nostalgia - Georgia – Seeking Thrills - Kano – Hoodies All Summer - Lanterns on the Lake – Spook the Herd - Laura Marling – Song for Our Daughter - Michael Kiwanuka – Kiwanuka - Moses Boyd – Dark Matter - Porridge Radio – Every Bad - Sports Team – Deep Down Happy - Stormzy – Heavy Is the Head                                                                               |
| 30        | 9 września 2021         | Arlo Parks – Collapsed in Sunbeams                             | Lista nominowanych ogłoszona 21-22 lipca 2021: - Arlo Parks – Collapsed in Sunbeams - Berwyn – Demotape/Vega - Black Country, New Road – For the First Time - Celeste – Not Your Muse - Floating Points, Pharoah Sanders and the London Symphony Orchestra – Promises - Ghetts – Conflict of Interest - Hannah Peel – Fir Wave - Laura Mvula – Pink Noise - Mogwai – As the Love Continues - Nubya Garcia – Source - Sault – Untitled (Rise) - Wolf Alice – Blue Weekend                                         |
| 31        | 18 października 2022    | Little Simz – Sometimes I Might Be Introvert                   | Lista nominowanych ogłoszona 25 lipca 2022: - Fergus McCreadie – Forest Floor - Gwenno – Tresor - Harry Styles – Harry’s House - Jessie Buckley & Bernard Butler – For All Our Days That Tear the Heart - Joy Crookes – Skin - Kojey Radical – Reason to Smile - Little Simz – Sometimes I Might Be Introvert - Nova Twins – Supernova - Sam Fender – Seventeen Going Under - Self Esteem – Prioritise Pleasure - Wet Leg – Wet Leg - Yard Act – The Overload                                                    |
| 32        | 7 września 2023         | Ezra Collective – Where I'm Meant to Be                        | Lista nominowanych ogłoszona 27 lipca 2023: - Arctic Monkeys – The Car - Ezra Collective – Where I'm Meant to Be - Fred again.. – Actual Life 3 (January 1 – September 9 2022) - J Hus – Beautiful and Brutal Yard - Jessie Ware – That! Feels Good! - Jockstrap – I Love You Jennifer B - Lankum – False Lankum - Loyle Carner – hugo - Olivia Dean – Messy - Raye – My 21st Century Blues - Shygirl – Nymph - Young Fathers – Heavy Heavy                                                                      |
| 33        | 5 września 2024         | English Teacher – This Could Be Texas                          | Lista nominowanych ogłoszona 25 lipca 2024: - Barry Can't Swim – When Will We Land? - Berwyn – Who Am I - Beth Gibbons – Lives Outgrown - Cat Burns – early twenties - Charli xcx – Brat - CMAT – Crazymad, for Me - Corinne Bailey Rae – Black Rainbows - corto.alto – Bad with Names - English Teacher – This Could Be Texas - Ghetts – On Purpose, with Purpose - Nia Archives – Silence Is Loud - The Last Dinner Party – Prelude to Ecstasy                                                                 |